# Aumâtre
Aumâtre är en kommun i departementet Somme i regionen Hauts-de-France i norra Frankrike. Kommunen ligger i kantonen Oisemont som tillhör arrondissementet Abbeville. År 2022 hade Aumâtre 171 invånare.

## Befolkningsutveckling
Antalet invånare i kommunen Aumâtre
| Referens: INSEE |